# Pickering Town FC
Pickering Town FC (celým názvem: Pickering Town Football Club) je anglický fotbalový klub, který sídlí ve městě Pickering v nemetropolitním hrabství North Yorkshire. Založen byl v roce 1888. Od sezóny 2018/19 hraje v Northern Premier League Division One East (8. nejvyšší soutěž). Klubové barvy jsou modrá a bílá.
Své domácí zápasy odehrává na stadionu Mill Lane s kapacitou 2 000 diváků.

## Získané trofeje
- North Riding Senior Cup ( 1× )
  - 2012/13

## Úspěchy v domácích pohárech
Zdroj: 
- FA Cup
  - 2. předkolo: 1999/00, 2001/02, 2003/04
- FA Vase
  - Čtvrtfinále: 2005/06

## Umístění v jednotlivých sezonách
Stručný přehled
Zdroj: 
- 1972–1974: Yorkshire Football League (Division Three)
- 1974–1975: Yorkshire Football League (Division Two)
- 1975–1977: Yorkshire Football League (Division One)
- 1977–1978: Yorkshire Football League (Division Two)
- 1978–1982: Yorkshire Football League (Division Three)
- 1982–1984: Northern Counties East League (Division Two North)
- 1984–1985: Northern Counties East League (Division One North)
- 1985–1988: Northern Counties East League (Division Two)
- 1988–1992: Northern Counties East League (Division One)
- 1992–1999: Northern Counties East League (Premier Division)
- 1999–2001: Northern Counties East League (Division One)
- 2001–2018: Northern Counties East League (Premier Division)
- 2018– : Northern Premier League (Division One East)

Jednotlivé ročníky
Zdroj: 
Legenda: Z - zápasy, V - výhry, R - remízy, P - porážky, VG - vstřelené góly, OG - obdržené góly, +/- - rozdíl skóre, B - body, červené podbarvení - sestup, zelené podbarvení - postup, fialové podbarvení - reorganizace, změna skupiny či soutěže
| Sezóny  | Liga                                             | Úroveň | Z  | V  | R | P  | VG  | OG | +/- | B  | Pozice |
| ------- | ------------------------------------------------ | ------ | -- | -- | - | -- | --- | -- | --- | -- | ------ |
| 2009/10 | Northern Counties East League (Premier Division) | 9      | 38 | 20 | 5 | 13 | 82  | 58 | +24 | 65 | 7.     |
| 2010/11 | Northern Counties East League (Premier Division) | 9      | 38 | 18 | 7 | 13 | 81  | 71 | +10 | 61 | 7.     |
| 2011/12 | Northern Counties East League (Premier Division) | 9      | 38 | 15 | 6 | 17 | 74  | 75 | -1  | 51 | 12.    |
| 2012/13 | Northern Counties East League (Premier Division) | 9      | 42 | 24 | 5 | 13 | 89  | 49 | +40 | 77 | 5.     |
| 2013/14 | Northern Counties East League (Premier Division) | 9      | 44 | 25 | 4 | 15 | 126 | 78 | +48 | 79 | 7.     |
| 2014/15 | Northern Counties East League (Premier Division) | 9      | 40 | 17 | 8 | 15 | 79  | 82 | -3  | 59 | 11.    |
| 2015/16 | Northern Counties East League (Premier Division) | 9      | 42 | 24 | 5 | 13 | 94  | 69 | +25 | 77 | 6.     |
| 2016/17 | Northern Counties East League (Premier Division) | 9      | 42 | 30 | 7 | 5  | 111 | 39 | +72 | 97 | 2.     |
| 2017/18 | Northern Counties East League (Premier Division) | 9      | 42 | 29 | 9 | 4  | 127 | 52 | +75 | 96 | 2.     |
| 2018/19 | Northern Premier League (Division One East)      | 8      | 38 |    |   |    |     |    |     |    |        |